# Anàlisi de xarxes

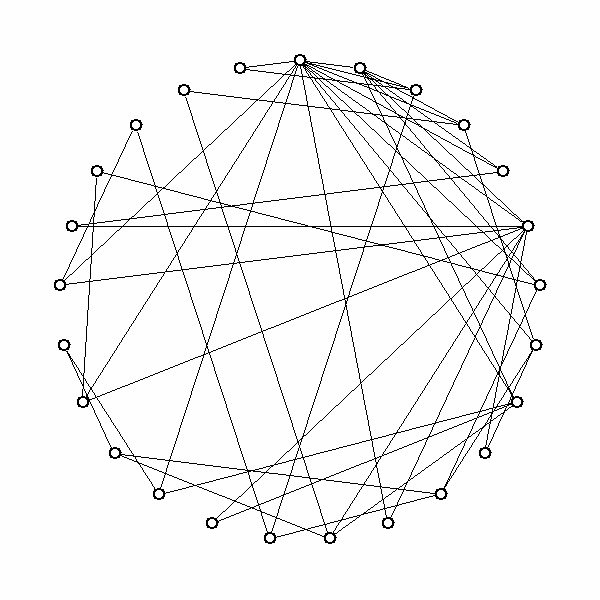
L'estudi de les propietats estructurals i la seva optimització així com la seva dinàmica són objecte de l'anàlisi de xarxes.

L'anàlisi de xarxes és l'àrea encarregada d'analitzar les xarxes mitjançant la teoria de xarxes (coneguda més genèricament com a teoria de grafs). Les xarxes poden ser de diversos tipus: socials, de transports, elèctrica, biològica, Internet, d'informació, d'epidemiologia, etc. Els estudis realitzats sobre les xarxes inclouen les seves estructures tals com en les xarxes de món petit, les xarxes lliures d'escala, els cercles socials o mesures de centralitat; també pot ser objecte d'estudi l'optimització, com en el cas del mètode de la ruta crítica, el PERT (de l'anglès Program Evaluation & Review Technique); finalment, la dinàmica de les xarxes també pot ser l'estudi de sistema dinàmic seqüencial (SDS, de l'anglès Sequential Dynamical System), o de propietats com l'assignació dinàmica de flux.